# Malajsie na Letních olympijských hrách 2012
Malajsie se účastnila Letní olympiády 2012. Zastupovalo ji 30 sportovců (17 mužů a 13 žen) v 9 sportech.

## Medailisté
| Medaile | Jméno               | Sport         | Soutěž        |
| ------- | ------------------- | ------------- | ------------- |
| Stříbro | Lee Chong Wei       | Badminton     | muži dvouhra  |
| Bronz   | Pandelela Rinongová | Skoky do vody | ženy Věž 10 m |